# Georg Hartmann (Politiker, 1875)

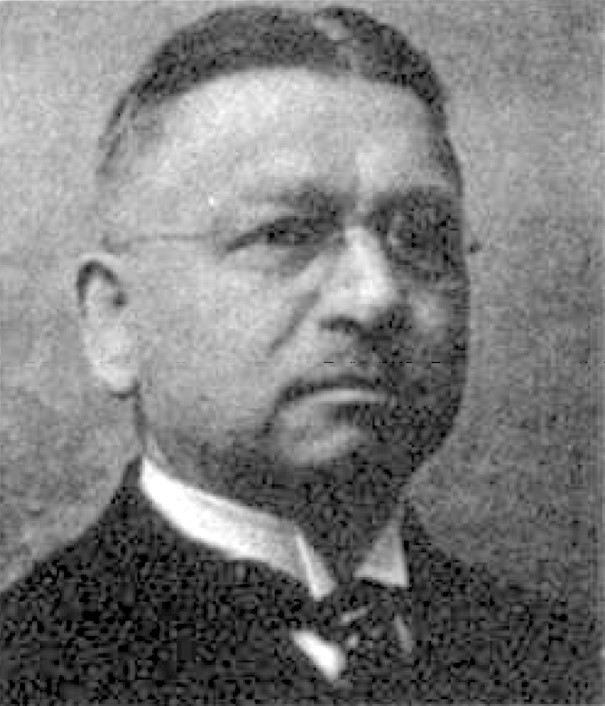
Georg Hartmann

Georg Hartmann (* 6. Januar 1875 in Dresden; † 21. Dezember 1955 ebenda) war ein deutscher Politiker (DNVP).

## Leben
In seiner Kindheit besuchte Hartmann die Volksschule. Er erlernte den Handwerksberuf Maschinenbauer und arbeitete bis 1904 in verschiedenen Werken in diesem Beruf. Anschließend wurde er hauptberuflicher Gewerkschafter: In Sachsen beteiligte er sich an der Gründung der dortigen christlichen Gewerkschaften. Von 1907 bis 1914 amtierte Hartmann als Sekretär der christlichen Gewerkschaften in Hamburg, von 1914 bis 1918, als Gewerkschaftssekretär des Gewerkvereins Christlicher Bergarbeiter in Sachsen.
Von 1916 bis 1918 nahm Hartmann am Ersten Weltkrieg teil. Nach dem Krieg amtierte er bis 1927 als Bezirksleiter des Zentralverbandes der Landarbeiter in Sachsen. Danach wurde er Sekretär bei der Gewerkschaft Deutscher Eisenbahner.
Um 1919 trat Hartmann in die Deutschnationale Volkspartei (DNVP) ein, in deren Reichsausschuss er kooptiert wurde. Nachdem er bereits von Januar bis Oktober 1924 der Stadtverordnetenversammlung von Dresden angehört hatte, saß Hartmann von Mai 1924 bis September 1930 als Abgeordneter für den Wahlkreis 28 (Dresden-Bautzen) im Reichstag. 1930 beteiligte sich Hartmann am Aktionsausschuss zur Vorbereitung der Gründung eines Landesverbandes Sachsen der Konservativen Volkspartei.
Nach 1930 lebte Hartmann zurückgezogen in Dresden, wo er 1955 starb. Er war Inhaber des Sächsischen Ehrenkreuzes und der Friedrich-August-Medaille.

## Schriften
- Die ständige Ausstellung für Arbeiterwohlfahrt zu Berlin-Charlottenburg, 1906.